# Der große Lebemann
Der große Lebemann (spanisch: El gran calavera) ist ein mexikanischer Film des Filmregisseurs Luis Buñuel aus dem Jahr 1949. Die Filmkomödie erzählt die Geschichte des reichen Ramón, dem seine Familie vorspielt, er wäre arm geworden, der letztendlich aber den Spieß umdreht und so seine Familie verändert. Es war der zweite Film, den Buñuel in Mexiko drehte, und sicherte mit seinem Erfolg die weitere Karriere des Regisseurs ab. Die Theatervorlage, auf der das Drehbuch basiert, stammt von Adolfo Torrado.

## Handlung
Der reiche Witwer Ramón wird von seinen verzogenen Kindern Eduardo und Virginia sowie seinem faulen Bruder Ladislao und dessen Ehefrau ausgenutzt. Ramón ereilt einen Herzanfall in deren Folge sein zweiter Bruder Gregorio die Familie überzeugt, ihm vorzuspielen, sein Reichtum wäre verloren gegangen, um ihn zu schonen. Um diese Geschichte glaubwürdig zu gestalten, zieht die Familie in ein Arbeiterviertel. Zudem beginnen alle in einfachen Berufen zu arbeiten, um damit ihren Lebensunterhalt zu sichern. Ein Nachbar aus dem neuen Viertel klärt Ramón über dieses Schauspiel auf. Da er jedoch die positiven Effekte auf seine Familie sieht, beschließt er, die Situation nicht aufzuklären. Er dreht den Spieß sogar um und macht seine Familie glauben, er habe seinen Reichtum wirklich verloren. Gegen Ende des Films gelingt es ihm zudem, die Hochzeit von Virginia mit einem Snob zu verhindern, und er unterstützt die Liebe zwischen ihr und einem einfachen, ehrlichen Arbeiter.

## Hintergrund
Der große Lebemann wurde von der Firma Ultramar Films produziert. Als Filmproduzenten traten Fernando Soler und Óscar Dancigers in Erscheinung. Geleitet wurde die Produktion von Alberto Ferrer. Gedreht wurde der Film vom 9. Juni bis zum 5. Juli 1949 in den Estudios Cinematográficos del Tepeyac in Mexiko-Stadt. Die Uraufführung fand am 25. November desselben Jahres in der mexikanischen Hauptstadt statt. Die Erstaufführung in Deutschland erfolgte am 5. Mai 1975 im Kino Arsenal in West-Berlin, in der DDR wurde der Film erstmals am 17. Oktober 1986 im Kino Babylon in Ost-Berlin aufgeführt.
Als Grundlage für den Film diente das Theaterstück von Afolfo Torrado, das Álvaro Custodio eher gemischt aufnahm. Zwar lobte er Torrados Behutsamkeit, kritisierte aber auch „seine [des Films] konventionellen kleinen Sünden“. Die Verfilmung beurteilte Custodio hingegen positiver. So schrieb er: „Theaterstücke, in denen es an Substanz fehlt, gewinnen gewöhnlich, wenn sie von einem guten Drehbuchautoren und einem erfahrenen Regisseur bearbeitet den Sprung ins Kino schaffen. Dies gilt auch für El gran calavera dank Raquel und Luis Alcoriza, den Verantwortlichen für die Adaption des Drehbuchs, und dank des Regisseurs Luis Buñuel. … Auch wenn man nicht sagen kann, daß wir es mit einem vorbildlichen Film zu tun haben, wage ich zu behaupten, daß es eine der liebenswertesten und besten Komödien des mexikanischen Kinos ist.“ Im Gegensatz zu dieser positiven Aufnahme wurde Der große Lebemann wie auch Buñuels erster in Mexiko gedrehter Kinofilm anlässlich der Erstaufführung in der DDR in den Mitteldeutschen Neuesten Nachrichten verrissen. Dort schrieb der Kritiker: „Die Ästhetik dieser ersten beiden Arbeiten Buñuels in Mexiko überrascht einigermaßen, die Provokationen der europäischen Bildkompositionen und -kollisionen fehlen, der ungezügelte Bruch mit Erzähltraditionen ist zur Ikonographie der Hollywood-Schule erstarrt. Simples, geradliniges Theaterkino hat das Buñuelsche Filmvokabular verdrängt. Der Zerstörer verschwindet hinder dem braven Szenenarrangeur.“
Der große Lebemann war der zweite Film, den Luis Buñuel in Mexiko gedreht hat. Im Gegensatz zu Gran Casino aus dem Jahr 1947 war er ein finanzieller Erfolg. Es gelang dem Regisseur, seine Art des Humors auf Kosten der Ideale der Mittelschicht subtil einem breiten Publikum zu verkaufen. Mit dem Erfolg sicherte er die weitere Karriere von Buñuel in Mexiko ab. Die Schlussszene des Films Die Reifeprüfung von Mike Nichols in der Kirche scheint direkt von Buñuels Film inspiriert.